# Tukotuko tontalski
Tukotuko tontalski (Ctenomys tulduco) – gatunek gryzonia z rodziny tukotukowatych (Ctenomyidae). Występuje w Ameryce Południowej, gdzie odgrywa ważną rolę ekologiczną. Siedliska tukotuko tontalskiego położone są na terenie argentyńskich prowincji San Juan (Los Sombreros), na wysokości 2700 m n.p.m.. Gatunek występuje na obszarze mniejszym niż 500km².